# Коруро
Коруро (Spalacopus cyanus) са вид дребни бозайници от семейство Лъжливи плъхове (Octodontidae), единствен представител на род Spalacopus.
Ендемични са за централните части на Чили, където обитават разнородни области от крайбрежието до планините. Живеят под земята, образувайки колонии. Хранят се с луковици и корени.